# Kisapuisto
Die Kisapuisto (voller Name: Lappeenrannan kisapuiston jäähalli) ist eine Eissporthalle in der finnischen Stadt Lappeenranta. Sie wird hauptsächlich für Eishockey genutzt und ist die Heimspielstätte des Eishockeyvereins Saimaan Pallo (SaiPa). Sie gehört zum Sportpark der Stadt und wurde 1972 eröffnet. Sie bietet Platz für 4.820 Zuschauer, davon 2.808 auf Sitz- sowie 2.000 auf Stehplätzen. Hinzu kommen 12 rollstuhlgerechte Plätze. Bislang wurde die Arena mehrfach renoviert, zuletzt im Jahr 2004.
Die Halle war vom 17. bis 27. April einer von zwei Austragungsorte der Top-Division der Eishockey-Weltmeisterschaft der U18-Junioren 2014.